# Фосато ди Вико
Фосато ди Вико (итал. Fossato di Vico) је насеље у Италији у округу Перуђа, региону Умбрија.
Према процени из 2011. у насељу је живело 421 становника. Насеље се налази на надморској висини од 535 м.

## Становништво
Према резултатима пописа становништва 2011. у општини је живело 2.817 становника.
| 1936. | 1951. | 1961. | 1971. | 1981. | 1991. | 2001. | 2011. |
| ----- | ----- | ----- | ----- | ----- | ----- | ----- | ----- |
| 2.982 | 3.109 | 2.879 | 2.405 | 2.348 | 2.368 | 2.439 | 2.817 |